# O Meien
O Meien (王銘琬; Pinyin: Wáng Míngwǎn ou Wang Mingyuan), né le 22 novembre 1961 à Tainan (Taiwan), est un joueur de go professionnel.
Il émigra au Japon en 1975, étudia avec Go Seigen et devint joueur de go professionnel en 1977, affilié à la Nihon Kiin. Il devint 9° dan en 1992.
O Meien est connu pour ses ouvertures (joseki, fuseki) rapides et parfois peu conventionnelles, qualifiées de "meïenismes" par certains commentateurs, et pour son goût du combat.

## Titres
| Titre            | Années     |
| ---------------- | ---------- |
| Titres nationaux | 7          |
| Honinbo          | 2000, 2001 |
| Oza              | 2002       |
| Daiwa Cup        | 2007       |
| Igo Masters Cup  | 2012       |
| NEC Shun-Ei      | 1989, 1991 |

## Sources
Pages Wikipedia EN et CH